# Sent Mesard (Alta Garona)
Sent Mesard (francès Saint-Médard) és un municipi del departament francès de l'Alta Garona, a la regió d'Occitània.